# St Edmund Hall

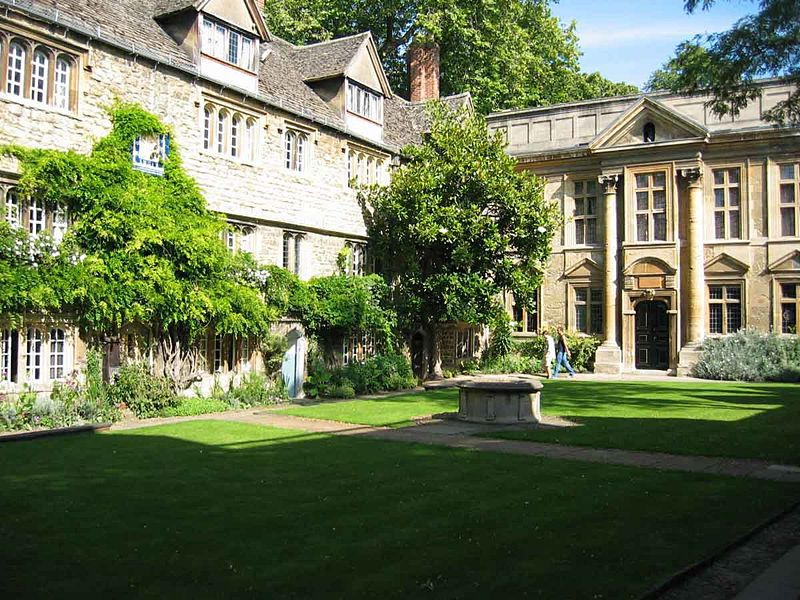

Il St Edmund Hall è uno dei collegi costituenti l'Università di Oxford. L'esatta data di fondazione non è nota, similmente a quella dell'università, ma risale al XIII secolo. Ha conservato lo statuto di hall per un lungo periodo, divenendo ufficialmente un collegio solo nel 1957; per questo motivo conserva ancora il nome tradizionale. Il collegio è stato sede nei secoli di numerose diatribe religiose, fra le quali ad esempio il supporto delle idee del teologo John Wyclif per cui uno dei Master del St Edmund Hall fu arso vivo.
Ad oggi rimangono alcune delle costruzioni originali; altre sono state aggiunte progressivamente, come la hall del 1659 e la cappella con la old library risalenti al tardo XVII secolo.